# مدار ۴ درجه شمالی
مدار ۴ درجه شمالی، دایره‌ای از عرض جغرافیایی است که در ۴ درجهٔ شمالی خط استوا  قرار دارد.

## گذر از مناطق
از نصف‌النهار مبدأ شروع می‌شود و به سمت مشرق ۴ درجه شمالی از موارد زیر گذر می‌کند:
| مختصات‌ها                                           | کشور، قلمرو یا دریا   | توضیحات |
| -------------------------------------------------- | --------------------- | --- |
| ۴°۰′ شمالی ۰°۰′ شرقی / ۴٫۰۰۰°شمالی ۰٫۰۰۰°شرقی      | اقیانوس اطلس          | خلیج گینه - گذرکردن از شمال بیوکو island, گینه استوایی |
| ۴°۰′ شمالی ۹°۱۳′ شرقی / ۴٫۰۰۰°شمالی ۹٫۲۱۷°شرقی     | کامرون                | |
| ۴°۰′ شمالی ۱۵°۳′ شرقی / ۴٫۰۰۰°شمالی ۱۵٫۰۵۰°شرقی    | جمهوری آفریقای مرکزی  | |
| ۴°۰′ شمالی ۱۸°۳۹′ شرقی / ۴٫۰۰۰°شمالی ۱۸٫۶۵۰°شرقی   | جمهوری دموکراتیک کنگو | |
| ۴°۰′ شمالی ۳۰°۱۲′ شرقی / ۴٫۰۰۰°شمالی ۳۰٫۲۰۰°شرقی   | سودان جنوبی           | |
| ۴°۰′ شمالی ۳۳°۴۶′ شرقی / ۴٫۰۰۰°شمالی ۳۳٫۷۶۷°شرقی   | اوگاندا               | |
| ۴°۰′ شمالی ۳۴°۴′ شرقی / ۴٫۰۰۰°شمالی ۳۴٫۰۶۷°شرقی    | کنیا                  | Passing through دریاچه تورکانا |
| ۴°۰′ شمالی ۳۷°۳۵′ شرقی / ۴٫۰۰۰°شمالی ۳۷٫۵۸۳°شرقی   | اتیوپی                | |
| ۴°۰′ شمالی ۴۰°۷′ شرقی / ۴٫۰۰۰°شمالی ۴۰٫۱۱۷°شرقی    | کنیا                  | |
| ۴°۰′ شمالی ۴۱°۶′ شرقی / ۴٫۰۰۰°شمالی ۴۱٫۱۰۰°شرقی    | اتیوپی                | |
| ۴°۰′ شمالی ۴۱°۵۵′ شرقی / ۴٫۰۰۰°شمالی ۴۱٫۹۱۷°شرقی   | سومالی                | |
| ۴°۰′ شمالی ۴۷°۳۲′ شرقی / ۴٫۰۰۰°شمالی ۴۷٫۵۳۳°شرقی   | اقیانوس هند           | |
| ۴°۰′ شمالی ۷۲°۴۱′ شرقی / ۴٫۰۰۰°شمالی ۷۲٫۶۸۳°شرقی   | مالدیو                | Ari Atoll |
| ۴°۰′ شمالی ۷۲°۵۶′ شرقی / ۴٫۰۰۰°شمالی ۷۲٫۹۳۳°شرقی   | اقیانوس هند           | |
| ۴°۰′ شمالی ۷۳°۲۱′ شرقی / ۴٫۰۰۰°شمالی ۷۳٫۳۵۰°شرقی   | مالدیو                | Malé Atoll |
| ۴°۰′ شمالی ۷۳°۳۰′ شرقی / ۴٫۰۰۰°شمالی ۷۳٫۵۰۰°شرقی   | اقیانوس هند           | |
| ۴°۰′ شمالی ۹۶°۱۷′ شرقی / ۴٫۰۰۰°شمالی ۹۶٫۲۸۳°شرقی   | اندونزی               | جزیرهٔ سوماترا |
| ۴°۰′ شمالی ۹۸°۳۲′ شرقی / ۴٫۰۰۰°شمالی ۹۸٫۵۳۳°شرقی   | تنگه مالاکا           | |
| ۴°۰′ شمالی ۱۰۰°۴۳′ شرقی / ۴٫۰۰۰°شمالی ۱۰۰٫۷۱۷°شرقی | مالزی                 | پراک, پاهانگ, ترنگانو and Pahang again, on مالزی شبه‌جزیره‌ای |
| ۴°۰′ شمالی ۱۰۳°۲۵′ شرقی / ۴٫۰۰۰°شمالی ۱۰۳٫۴۱۷°شرقی | دریای جنوبی چین       | |
| ۴°۰′ شمالی ۱۰۷°۵۹′ شرقی / ۴٫۰۰۰°شمالی ۱۰۷٫۹۸۳°شرقی | اندونزی               | جزیرهٔ Natuna Besar |
| ۴°۰′ شمالی ۱۰۸°۲۱′ شرقی / ۴٫۰۰۰°شمالی ۱۰۸٫۳۵۰°شرقی | دریای جنوبی چین       | |
| ۴°۰′ شمالی ۱۱۳°۴۳′ شرقی / ۴٫۰۰۰°شمالی ۱۱۳٫۷۱۷°شرقی | مالزی                 | ساراواک, جزیرهٔ بورنئو |
| ۴°۰′ شمالی ۱۱۵°۳۹′ شرقی / ۴٫۰۰۰°شمالی ۱۱۵٫۶۵۰°شرقی | اندونزی               | کالیمانتان, جزیرهٔ بورنئو و Nunukan |
| ۴°۰′ شمالی ۱۱۷°۴۳′ شرقی / ۴٫۰۰۰°شمالی ۱۱۷٫۷۱۷°شرقی | دریای سلب             | |
| ۴°۰′ شمالی ۱۲۶°۳۷′ شرقی / ۴٫۰۰۰°شمالی ۱۲۶٫۶۱۷°شرقی | اندونزی               | جزایر تالائود |
| ۴°۰′ شمالی ۱۲۶°۴۷′ شرقی / ۴٫۰۰۰°شمالی ۱۲۶٫۷۸۳°شرقی | اقیانوس آرام          | گذرکردن از جنوب Merir island, پالائو · گذرکردن از شمال نوکوئورو atoll, ایالات فدرال میکرونزی · گذرکردن از شمال Tabuaeran atoll, کیریباتی · گذرکردن از شمال Malpelo island, کلمبیا |
| ۴°۰′ شمالی ۷۷°۲۵′ غربی / ۴٫۰۰۰°شمالی ۷۷٫۴۱۷°غربی   | کلمبیا                | |
| ۴°۰′ شمالی ۶۷°۴۲′ غربی / ۴٫۰۰۰°شمالی ۶۷٫۷۰۰°غربی   | ونزوئلا               | |
| ۴°۰′ شمالی ۶۴°۳۹′ غربی / ۴٫۰۰۰°شمالی ۶۴٫۶۵۰°غربی   | برزیل                 | رورایما |
| ۴°۰′ شمالی ۶۴°۴′ غربی / ۴٫۰۰۰°شمالی ۶۴٫۰۶۷°غربی    | ونزوئلا               | |
| ۴°۰′ شمالی ۶۲°۴۵′ غربی / ۴٫۰۰۰°شمالی ۶۲٫۷۵۰°غربی   | برزیل                 | رورایما |
| ۴°۰′ شمالی ۵۹°۳۵′ غربی / ۴٫۰۰۰°شمالی ۵۹٫۵۸۳°غربی   | Disputed area         | Controlled by گویان, ادعا شده توسط ونزوئلا |
| ۴°۰′ شمالی ۵۸°۲۶′ غربی / ۴٫۰۰۰°شمالی ۵۸٫۴۳۳°غربی   | گویان                 | |
| ۴°۰′ شمالی ۵۸°۲′ غربی / ۴٫۰۰۰°شمالی ۵۸٫۰۳۳°غربی    | سورینام               | |
| ۴°۰′ شمالی ۵۴°۱۸′ غربی / ۴٫۰۰۰°شمالی ۵۴٫۳۰۰°غربی   | فرانسه                | گویان فرانسه |
| ۴°۰′ شمالی ۵۱°۴۵′ غربی / ۴٫۰۰۰°شمالی ۵۱٫۷۵۰°غربی   | برزیل                 | آماپا |
| ۴°۰′ شمالی ۵۱°۱۰′ غربی / ۴٫۰۰۰°شمالی ۵۱٫۱۶۷°غربی   | اقیانوس اطلس          | گذرکردن از جنوب Cape Palmas, لیبریا |